# Arkadiusz Godel
Arkadiusz Godel (ur. 4 lutego 1952 w Lublinie) – polski szermierz, florecista, złoty medalista igrzysk olimpijskich i mistrzostw świata.

## Życiorys
Absolwent Wydziału Prawa Uniwersytetu Warszawskiego. Mistrz świata juniorów w 1972. Na igrzyskach olimpijskich w Monachium członek drużyny, która zdobyła złoty medal (skład: Marek Dąbrowski, Jerzy Kaczmarek, Lech Koziejowski, Witold Woyda i Godel). Uczestnik igrzysk w 1976 w Montrealu, gdzie w konkursie drużynowym zajął 5-6. miejsce.
Złoty medalista mistrzostw świata w Hamburgu w 1978 (partnerami w drużynie byli: Marian Sypniewski, Adam Robak, Leszek Martewicz, Bogusław Zych)
Dwukrotny indywidualny (lata 1973, 1978) oraz 6-krotny drużynowy (lata 1974–1976, 1982, 1984–1985) mistrz Polski.
Jako zawodnik reprezentował AZS Lublin, Marymontu Warszawa, Legii Warszawa i AZS-AWF Warszawa.
W 1972 został odznaczony Srebrnym Krzyżem Zasługi.